# Euphorbia mayurnathanii
Euphorbia mayurnathanii é uma espécie de planta da família Euphorbiaceae. Era endémica de Palghat Lacuna, na Índia, mas agora acredita-se estar extinta na natureza. Ela ainda existe em cultivo, mas o comércio internacional é controlado, estando incluída no Apêndice II da CITES.